# Alexander Borissowitsch Sokolow
Alexander Borissowitsch Sokolow, auch bekannt als Alexander Goremykin, (russisch Алекса́ндр Бори́сович Соколо́в; * 3. März 1971 in Kaliningrad, RSFSR, Sowjetunion) ist ein ehemaliger russischer Sprinter, der sich auf den 200-Meter-Lauf spezialisiert hat und der bis 1992 für die Sowjetunion startete. Seinen größten Erfolg feierte er mit dem Gewinn der Bronzemedaille über 200 Meter bei den Halleneuropameisterschaften 1992 in Genua.

## Sportliche Laufbahn
Erste internationale Erfahrungen sammelte Alexander Sokolow vermutlich im Jahr 1986, als er bei den Juniorenweltmeisterschaften in Greater Sudbury in 21,12 s den sechsten Platz im 200-Meter-Lauf belegte. 1990 siegte er in 20,47 s bei den Juniorenweltmeisterschaften in Plowdiw über 200 Meter und gewann mit der sowjetischen 4-mal-100-Meter-Staffel in 39,58 s die Silbermedaille. Anschließend belegte er mit der Staffel bei den Europameisterschaften in Split in 38,46 s den vierten Platz. Im Jahr darauf gelangte er bei den Weltmeisterschaften in Tokio ins Finale über 200 Meter und belegte dort in 20,78 s den achten Platz, während er im Staffelbewerb mit 38,68 s im Finale auf den siebten Platz gelangte. 1992 gewann er bei den Halleneuropameisterschaften in Genua in 21,09 s die Bronzemedaille über 200 Meter für das Vereinte Team hinter dem Bulgaren Nikolaj Antonow und Daniel Sangouma aus Frankreich. Nach einer zweijährigen Wettkampfpause schied er 1995 bei den Weltmeisterschaften in Göteborg für Russland startend mit 21,17 s in der ersten Runde über 200 Meter aus und schied mit der Staffel mit 38,78 s im Halbfinale aus. 2000 beendete er dann seine aktive sportliche Karriere im Alter von 29 Jahren.
1991 wurde Sokolow sowjetischer Meister im 200-Meter-Lauf sowie 1992 bei den Meisterschaften der Gemeinschaft Unabhängiger Staaten. Zudem wurde er 1992 und 1995 russischer Landesmeister über 200 Meter.

## Persönliche Bestleistungen
- 100 Meter: 10,30 s (+1,8 m/s), 14. Juni 1990 in Moskau
- 200 Meter: 20,36 s (−0,7 m/s), 26. August 1991 in Tokio
  - 200 Meter (Halle): 20,82 s, 29. Februar 1992 in Genua